# Chodsigoa dabieshanensis
Chodsigoa dabieshanensis — вид комахоїдних ссавців з родини мідицевих (Soricidae).

## Морфологічна характеристика
Chodsigoa dabieshanensis можна відрізнити від інших відомих видів Chodsigoa за такою комбінацією ознак: малий і середній розмір (довжина голови й тулуба 67.22 мм, хвіст коротший), темно-коричневий волосяний покрив, є невеликий пучок довших волосків на кінчику хвоста, Філогенетичний аналіз показує, що новий вид є сестринським до пари C. hypsibia і C. parva.

## Середовище проживання
Вид наразі відомий з національного природного заповідника Яолепін, природного заповідника Банкан і природного заповідника Фозилін, які розташовані в горах Дабі, провінція Аньхой, східний Китай. Більшість екземплярів зібрано з листяних широколистяних лісів на висоті 750–1250 м над рівнем моря. Новий вид географічно віддалений від C. hypsibia і C. parva.

## Етимологія
Видова назва походить від гір Дабі, типової місцевості нового виду, -shan означає гора китайською мовою, а латинський суфікс прикметника -ensis означає «належить».